# Katastrofa lotu Aviaco 118
Katastrofa lotu Aviaco 118 – katastrofa lotnicza, która wydarzyła się 13 sierpnia 1973 roku w okolicach miasta La Coruña w Hiszpanii. W katastrofie samolotu Sud Aviation SE 210 Caravelle, należącego do linii Aviaco zginęło 86 osób (79 pasażerów i 6 członków załogi) - wszyscy na pokładzie oraz jedna osoba ma ziemi.
Sud Aviation SE 210 Caravelle (nr. rej. EC-BIC) odbywał lot z Madrytu do La Coruñi. Podczas podchodzenia do lądowania, na lotnisku panowały złe warunki atmosferyczne. Obszar lotniska spowiła gęsta mgła, która ograniczyła widoczność do 350, przez co piloci nie widzieli pasa startowego. Maszyna wykonała trzy próby podejścia do lądowania, które zakończyły się niepowodzeniem. O godzinie 11:40, podczas czwartej próby podejścia, samolot zawadził skrzydłem o drzewo eukaliptusowe, a następnie runął na opuszczone gospodarstwo rolne, 1,2 kilometra od końca pasa startowego. Katastrofa miała miejsce we wsi Montrove, położonej na obrzeżach La Coruñy. Śmierć poniosły wszystkie osoby przebywające na pokładzie oraz jedna osoba na ziemi.
Za przyczynę uznano błąd pilotów, którzy zlekceważyli zasady bezpieczeństwa dotyczące lądowania w trudnych warunkach atmosferycznych.